# Дураццо, Джироламо
Джиро́ламо Луи́джи Франче́ско Дура́ццо (итал. Girolamo Luigi Francesco Durazzo, фр. Jérôme-Louis François Durazzo; 20 мая 1739, Генуя — 21 января 1809, там же) — итальянский и французский политический деятель, последний дож Генуэзской республики. Происходил из дома Дураццо, одного из самых влиятельных семейств Генуи.

## Биография

### Происхождение
Джироламо Дураццо принадлежал к одной из знатнейших и богатейших семей Генуи, давшей Генуэзской республике нескольких дожей и других выдающихся деятелей. Он был третьим сыном дожа Марчелло и Марии Маддалены Дураццо; эта ветвь рода угасла с его смертью.
Отец Джироламо был неплохим литератором и был очень увлечён театром — создал в своём доме на улице Бальби театральный салон, затем прикупил два театра в городе: театр делле Винье и театр Сант’Агостино.

### Ранние годы
Джироламо получил хорошее образование в Колледжо Романо — коллегиуме иезуитов в Риме. Он интересовался как искусствами, так и философией, гуманитарными и точными науками. В 1758 году вернулся в Геную, где сначала не получил никакой государственной должности, но смог приобрести репутацию мецената и покровителя искусств. 11 декабря 1760 года женился на Анджелине Серре.
В 1773 году, после упразднения ордена иезуитов, Дураццо передал принадлежавший ему дом на улице Бальби под университет. Позднее, в 1778 году, он составил устав этого университета. На протяжении 1780—1797 годов вместе с несколькими другими аристократами продолжал оказывать университету материальную и финансовую помощь.

### Политик Генуэзской республики
В 1775—1776 годах Дураццо был губернатором города Нови, с 1779 года — членом коммерческой депутации (консультативного органа при правительстве Генуэзской республики). В 1780 году он стал депутатом Галерного магистрата. В мае 1781 года Дураццо был назначен послом в Священной римской империи и тотчас отправился в Вену. За время пребывания в имперской столице он смог воспользоваться традиционно дружескими отношениями своей семьи с Габсбургами, чтобы обеспечить соблюдение империей территориальной целостности маленькой республики. Там же познакомился с российским посланником Дмитрием Голицыным, вместе с которым разрабатывал так и не осуществившийся план союза между Генуэзской республикой и Российской империей и превращения генуэзского порта в точку входа российских товаров на европейские рынки. В декабре 1782 года Дураццо был вынужден срочно покинуть Вену из-за болезни отца, с которым провёл всю первую половину 1783 года.
В августе 1783 года вернулся в столицу республики. 27 декабря был избран на 2 года сенатором.
В 1785 году был среди создателей «первого генуэзского современного банка», который, однако, вскоре разорился. Более успешным оказалось другое предприятие Дураццо: Патриотическое общество искусств и промышленности — модернизационный проект, призванный объединить усилия представителей всех сословий. Дураццо стоял у его руля на протяжении 1786-89 годов. 21 июня 1787 года снова был избран сенатором, отбыл двухлетний срок до конца, но затем на несколько лет исчез из активной общественной жизни.
В условиях накалившихся отношений с соседней Францией, переживавшей бурный революционный период, в ноябре 1793 года Дураццо был избран в состав Особой джунты, призванной следить за соблюдением общественного порядка. В 1796 году элита страны попыталась провести запоздалые реформы, но это уже не могло спасти одряхлевшую аристократическую республику — в мае 1797 года в страну вторглись французские войска под командованием Наполеона Бонапарта. 22 мая Дураццо вошёл в состав Особой комиссии по поддержанию порядка, состоявшей из пяти патрициев и пяти буржуа. 27 мая к Наполеону была направлена депутация от комиссии, состоявшая из трёх человек, включая Дураццо. Наполеон был очень раздражён их прибытием, а Дураццо понял необходимость соглашаться с требованиями французов и отправил соответствующее послание в Сенат.

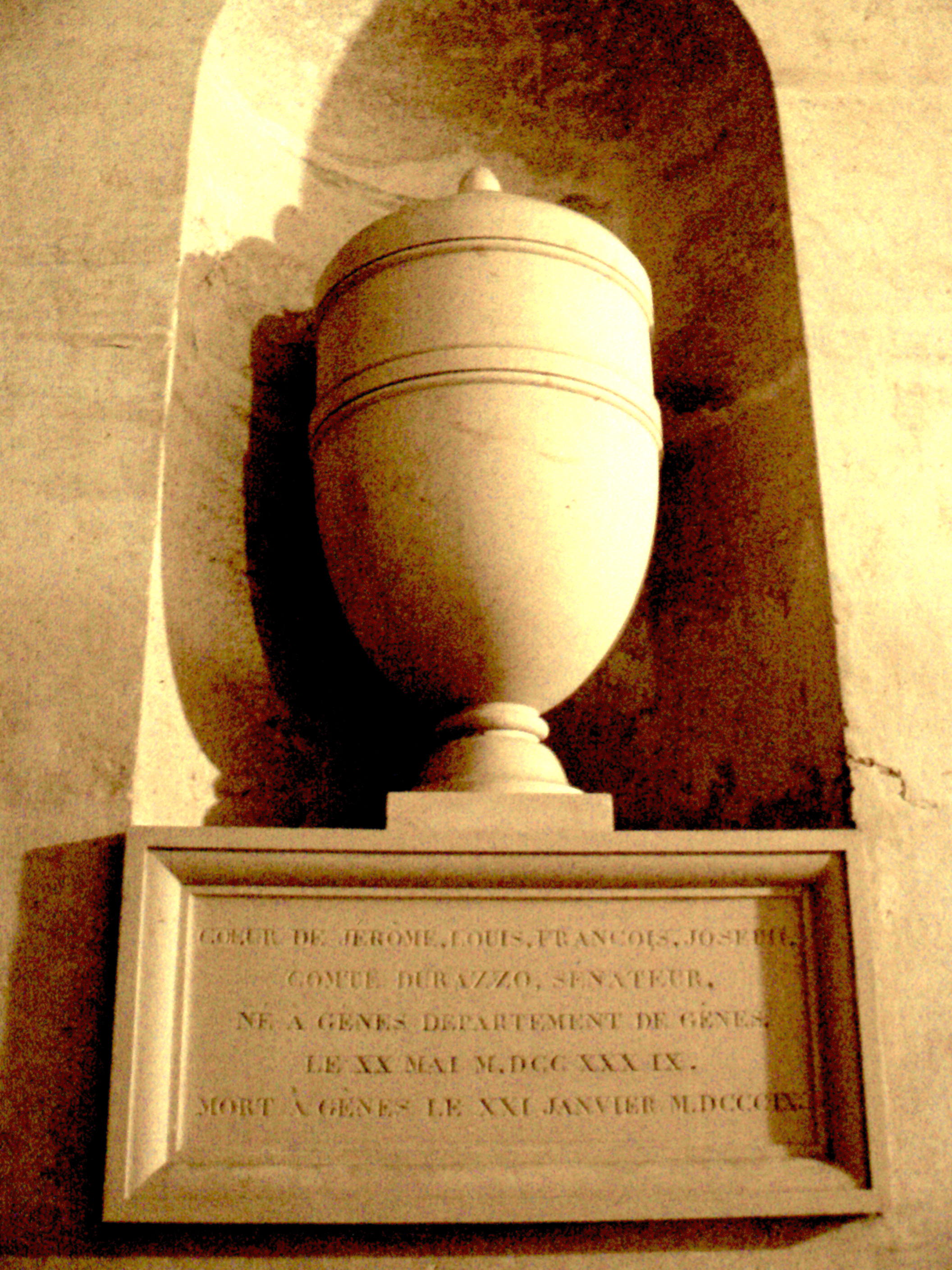
Урна с сердцем Дураццо в парижском Пантеоне

### Французский политик
С 1797 года, как и все представители знати, оказался отстранён от государственного управления в образованной под французским давлением новой Лигурийской республике. Лишь в феврале 1800 года он и Микеланджело Камбьязо оказались двумя первыми аристократами, вошедшими в состав Правительственной комиссии нового государства. 4 июня 1800 года не принял предложения государственных постов от оккупировавших республику австрийцев. После возвращения французов, на следующий год вошёл в состав комиссии по подготовке новой конституции. Конституция вступила в действие в 1802 году, но перед этим была серьёзно переработана Наполеоном. В соответствии с новым основным законом с 10 августа 1802 года Дураццо стал первым (и последним) дожем этого марионеточного государства, где его функции были чисто декоративными. В частности, был вынужден подписать невыгодные для Генуи договорённости о пересмотре французского долга ей. В 1805 году присутствовал в Милане на коронации Наполеона итальянским королём, в то время как остальные лигурийские сенаторы принимали закон о вхождении Лигурии в состав Французской империи. По итогам этого голосования у Дураццо уже не было другого выхода, кроме как представить 29 мая прошение к Наполеону о принятии всех лигурийцев во французское подданство. 4 июня сложил с себя полномочия дожа. 27 июня уже в качестве «временного администратора и префекта департамента Генуя» отправился в Нови, где встретил Наполеона и вернулся вместе с ним в Геную, предоставив для проживания императора собственный дом. Последующие месяцы занимался приведением к присяге Наполеону жителей Генуи.
В качестве своеобразной компенсации Дураццо Наполеон сделал его сенатором. Дураццо изменил своё имя на французский манер и стал зваться «Жером Луи Франсуа». С 26 апреля 1808 года — офицер ордена Почётного легиона.
Скончался в своём родном городе 21 января 1809 года. Урна с его сердцем была помещена в парижский Пантеон.

## Комментарии
1. ↑  итал. Magistrato delle Galere — орган, занимавшийся вооружением и управлением галерами Генуэзской республики[3].
2. ↑  итал. Società patria delle arti e manifatture.